# Castillo de Vrams Gunnarstorp
El Castillo de Vrams Gunnarstorp (en sueco: Vrams Gunnarstorps slott) es un castillo del siglo XVII localizado en el municipio de Bjuv en Escania, Suecia. La finca se localiza en la parroquia de Norra Vrams en la parte sur de Söderåsen en el norte de Escania. 

## Historia
Fue construido originalmente por el noble danés Jørgen Vind (1593-1644), quien inició su construcción en 1633. En 1838, pasó a posesión de Rudolf Tornérhjelm (1814-1885) quien era miembro del parlamento sueco. Fue intercambiado por los miembros de la familia Berch a cambio del Castillo de Össjö y 17 barriles de oro. La actual apariencia del castillo data de mediados del siglo XIX. Vrams Gunnarstorp fue objeto de una profunda restauración en la década de 1850 bajo la dirección del arquitecto danés Michael Gottlieb Bindesbøll (1800-1856).